# آنا باولا أرواخو
آنا باولا أرواخو (بالبرتغالية: Ana Paula Araújo‏) هي مذيعة أخبار وصحفية برازيلية، ولدت في 15 أبريل 1972 في ريو دي جانيرو في البرازيل.